# NBQX
NBQX（2,3-Dioxo-6-nitro-1,2,3,4- tetrahydrobenzo[f]quinoxaline-7-sulfonamide）はnon-NMDA受容体（AMPA受容体及びカイニン酸受容体）のアンタゴニスト。non-NMDA受容体への結合能は、NMDA受容体への結合能と比較して5000倍以上と非常に高く、他の有名なAMPA受容体アンタゴニストであるCNQXやDNQXと比較して、優れた選択性を持つ。分子式はC12H8N4O6Sで表され、分子量は336.28である。CAS登録番号118876-58-7。脂溶性であり、神経科学実験の現場においてはしばしばDMSOに溶解させて使用される。ただし、右図右端に見られる2つの二重結合酸素原子をイオン化させ (−O−)、ナトリウム塩に変化させた水溶性タイプも市販されている。